# ترانزستور حقلي عضوي

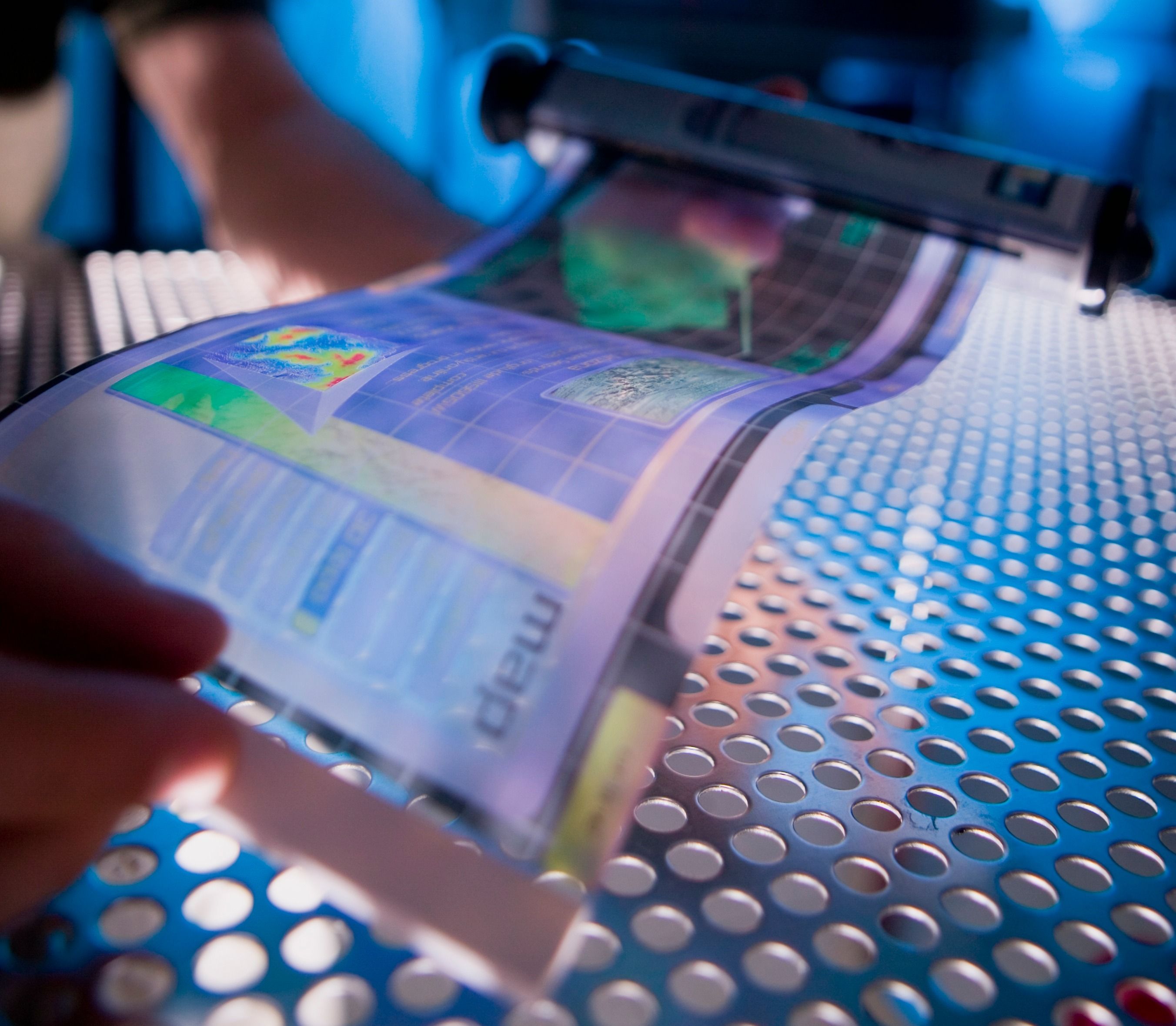
شاشة مرنة قائمة على OFET

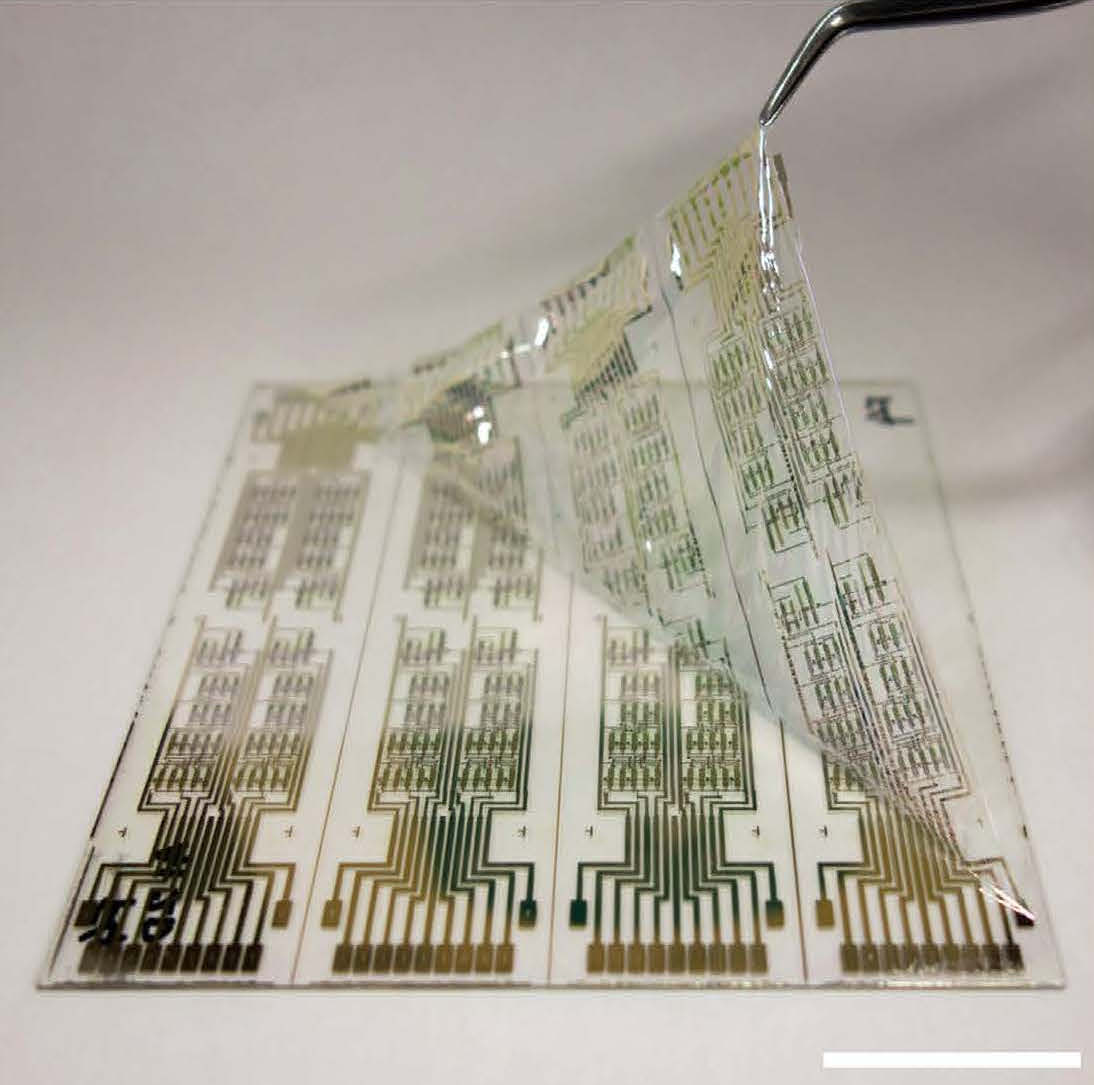
دائرة منطق سيموسCMOS العضوية. السماكة الكلية أقل من 3 ميكرومتر. شريط النطاق: 25 مم

ترانزستور حلقي عضوي بالإنجليزية (organic field-effect transistor) واختصارا (OFET) هو ترانزستور ذو تأثير ميداني يستخدم أشباه موصلات عضوية في قناته. يمكن تحضيره إما عن طريق التبخير الفراغي للجزيئات الصغيرة، أو عن طريق صب المحلول من البوليمرات أو الجزيئات الصغيرة، أو عن طريق النقل الميكانيكي لطبقة عضوية متبلورة مفردة مقشرة إلى طبقة سفلية. تم تطوير هذه الأجهزة لإنتاج منتجات إلكترونية منخفضة التكلفة وكبيرة المساحة وإلكترونيات قابلة للتحلل. تم تصنيع أجهزة OFET باستخدام أشكال هندسية مختلفة للأجهزة. هندسة الجهاز الأكثر شيوعًا هي البوابة السفلية مع أقطاب التصريف العلوية والمصدر، لأن هذه الهندسة تشبه ترانزستور السيليكون ذي الأغشية الرقيقة (TFT) باستخدام ثنائي أكسيد السيليكون المزروع حرارياً كعازل البوابة. يمكن أيضًا استخدام البوليمرات العضوية، مثل (بولي ميثيل ميثاكريلات)، كعازل كهربائي. تتمثل إحدى فوائد OFETs، خاصةً بالمقارنة مع TFTs غير العضوية، في مرونتها الجسدية الكبيرة، والتي تؤدي إلى تطبيقات متوافقة حيوياً، على سبيل المثال في صناعة الرعاية الصحية المستقبلية للطب الحيوي والإلكترونيات الحيوية الشخصية.
في مايو 2007، أعلنت شركة سوني عن أول شاشة بلاستيكية كاملة الألوان، بمعدل فيديو، مرنة،  حيث تم صنع كل من الترانزستورات ذات الأغشية الرقيقة والبيكسلات الباعثة للضوء من مواد عضوية.

## التاريخ
تم اقتراح مفهوم ترانزستور التأثير الميداني (FET) لأول مرة من قبل يوليوس إدغار ليلينفيلد، الذي حصل على براءة اختراع لفكرته في عام 1930. واقترح أن حقل التأثير الترانزستور يتصرف باعتباره مكثف مع قناة تجري بين المصدر والقطب هجرة. يتحكم الجهد المطبق على إلكترود البوابة في كمية ناقلات الشحن المتدفقة عبر النظام.
تم تصميم وإعداد أول ترانزستور ذو تأثير ميداني من قبل محمد عطا الله وداون كانغ في معامل بيل باستخدام معدن - أكسيد - أشباه موصلات: موسفت (ترانزستور تأثير المجال لأكسيد المعادن وأشباه الموصلات). اخترع في عام 1959 وقدم في عام 1960. يُعرف موسيفيت أيضًا باسم ترانزستور موس، وهو الجهاز الأكثر تصنيعًا على نطاق واسع في العالم. تم اقتراح مفهوم الترانزستور ذي الأغشية الرقيقة (TFT) لأول مرة من قبل بول ك.وايمر في عام 1962. إن TFT هو نوع خاص من الترانزستورات موسفت.
ارتفاع تكاليف المواد والتصنيع، وكذلك المصلحة العامة في المزيد من المواد الإلكترونية الصديقة للبيئة، قد دعمت تطوير الإلكترونيات العضوية في السنوات الأخيرة. في عام 1986، ميتسوبيشي الكتريك ذكرت الباحثين كوزوكا، أ. تسومورا وتسونيا أندو أول العضوية الترانزستور مجال التأثير، بناء على البوليمر من ثيوفين الجزيئات. بوليمر ثيوفين هو نوع من البوليمر المترافق القادر على توصيل الشحن، مما يلغي الحاجة إلى استخدام أشباه موصلات أكسيد المعادن باهظة الثمن. بالإضافة إلى ذلك، فقد ثبت أن البوليمرات المترافقة الأخرى لها خصائص شبه موصلة. تحسن تصميم OFET أيضًا في العقود القليلة الماضية. تم تصميم العديد من أجهزة OFET بناءً على نموذج الترانزستور ذي الأغشية الرقيقة (TFT)، والذي يسمح للأجهزة باستخدام مواد أقل موصلة في تصميمها. تم إجراء تحسينات على هذه النماذج في السنوات القليلة الماضية للتأثير الميداني على التنقل ونسب التيار المتقطع.

## المواد
تتمثل إحدى السمات الشائعة لمواد OFET في تضمين نظام إلكترون عطري أو مترافق بطريقة أخرى، مما يسهل إلغاء تحديد مواقع الموجات المدارية. يمكن إرفاق مجموعات سحب الإلكترون أو مجموعات التبرع التي تسهل نقل الإلكترون أو الفتحة.
تم الإبلاغ عن OFETs التي تستخدم العديد من المواد العطرية والمترافقة كطبقة شبه موصلة نشطة، بما في ذلك الجزيئات الصغيرة مثل الروبرين والتتراسين والبنتاسين والدييندينوبريلين والبيريلينديميدات وتتراسيانوكوينوديميثالي والبوليمرات مثل بوليثيوفين (خاصة بولي (3-هكسيل ثيوفين)، بولي فلورين، بوليد استيلين، بولي (2,5-ثينيلين فينيلين)، بولي (ف فينيلين فينيلين
هذا المجال نشط للغاية، حيث يتم الإبلاغ عن المركبات التي تم تصنيعها واختبارها حديثًا أسبوعياً في المجلات البحثية البارزة. توجد العديد من مقالات المراجعة التي توثق تطوير هذه المواد.
تُظهر OFETs القائمة على الروبرين أعلى تنقل للناقل 20-40 سم 2 / (ترانزستور الوصلة المسبوكة· s). مادة أخرى شائعة من مادة OFET هي البنتاسين، والذي تم استخدامه منذ الثمانينيات، ولكن مع قابلية تنقل أقل بمقدار 10 إلى 100 مرة (اعتمادًا على الركيزة) من مادة الروبرين. تتمثل المشكلة الرئيسية في البنتاسين، بالإضافة إلى العديد من الموصلات العضوية الأخرى، في الأكسدة السريعة في الهواء لتكوين البنتاسين-كينون. ومع ذلك، إذا تم تأكسد البنتاسين مسبقًا، وتم استخدام البنتاسين-كينون المتشكل بهذه الطريقة كعازل للبوابة، عندئذٍ يمكن أن تقترب الحركة من قيم الروبرين. تشبه تقنية أكسدة البنتاسين هذه أكسدة السيليكون المستخدمة في إلكترونيات السيليكون.
ينتج رباعي الفالين متعدد الكريستالات ونظائره قابلية تنقل في النطاق 0.1-1.4 سم 2 / (V · s). ومع ذلك، تجاوز التنقل 10 سم 2 / (V · s) في سداسي ميثيلين متبلور منفرد ينمو في المحلول أو ينمو بنقل بخار (HMTTF). يختلف جهد التشغيل / الإيقاف للأجهزة التي تم تطويرها بواسطة هاتين الطريقتين، ويفترض أن ذلك يرجع إلى ارتفاع درجات حرارة المعالجة المستخدمة في نقل البخار.
تعتمد جميع الأجهزة المذكورة أعلاه على الموصلية من النوع p. N- نوع OFETs لم يتم تطويرها بعد بشكل جيد. عادة ما تعتمد على البيريلينديميدات أو الفوليرينات أو مشتقاتها، وتظهر تحركات الإلكترون أقل من 2 سم 2 / (V · s).

## تصميم الجهاز للترانزستورات ذات التأثير الميداني العضوي
ثلاثة مكونات أساسية للترانزستورات ذات التأثير الميداني هي المصدر والصرف والبوابة. تعمل الترانزستورات ذات التأثير الميداني عادةً كمكثف. وهي تتألف من لوحين. تعمل لوحة واحدة كقناة موصلة بين جهتي اتصال أوم، والتي تسمى المصدر وملامسات التصريف. تعمل اللوحة الأخرى على التحكم في الشحنة المستحثة في القناة وتسمى البوابة. اتجاه حركة الموجات الحاملة في القناة من المصدر إلى المصرف. ومن هنا فإن العلاقة بين هذه المكونات الثلاثة هي أن البوابة تتحكم في حركة الناقل من المصدر إلى المصرف.
عندما يتم تطبيق مفهوم المكثف هذا على تصميم الجهاز، يمكن بناء العديد من الأجهزة بناءً على الاختلاف في وحدة التحكم - أي البوابة. يمكن أن يكون هذا هو مادة البوابة، وموقع البوابة فيما يتعلق بالقناة، وكيف يتم عزل البوابة عن القناة، ونوع الناقل الناتج عن جهد البوابة في القناة (مثل الإلكترونات في جهاز القناة n، الثقوب في جهاز القناة p، وكلا الإلكترونات والثقوب في جهاز الحقن المزدوج).

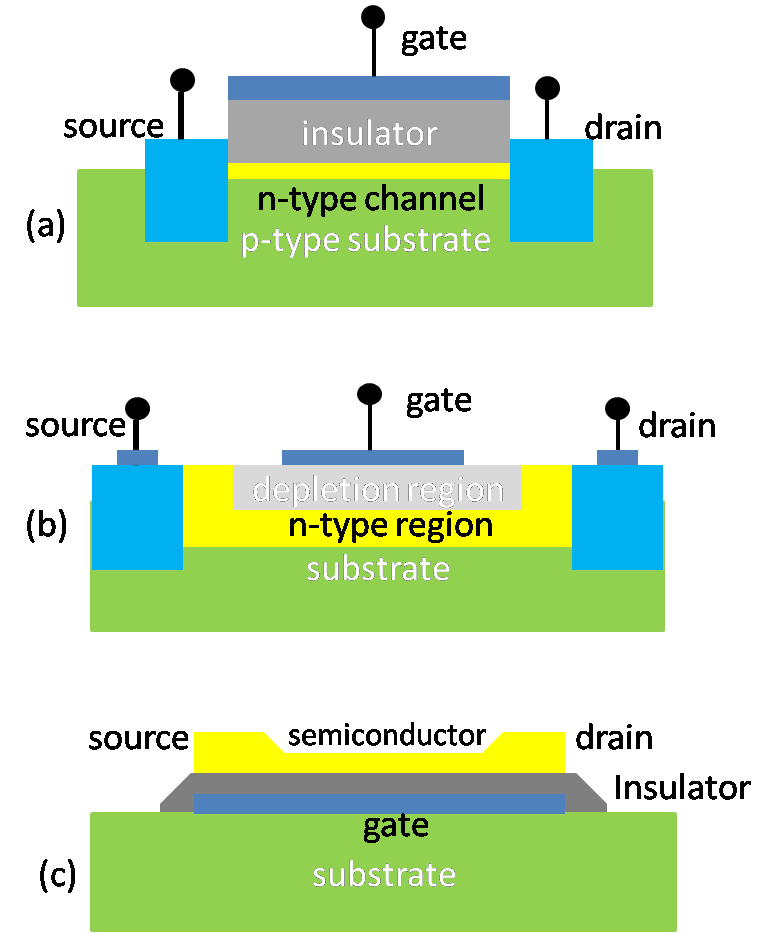
شكل 1. رسم تخطيطي لثلاثة أنواع من الترانزستور ذو التأثير الميداني (FET): (أ) عازل معدني - أشباه الموصلات FET (موسفت) ؛ (ب) معدن أشباه الموصلات FET (موسفت) ؛ (ج) الترانزستور ذو الأغشية الرقيقة (TFT).

مصنفة حسب خصائص الناقل، ثلاثة أنواع من FETs موضحة بشكل تخطيطي في الشكل 1. وهي موسفت (ترانزستور تأثير المجال بأكسيد المعادن وأشباه الموصلات) وموسفت (ترانزستور تأثير المجال المعدني وأشباه الموصلات) و TFT (ترانزستور ذو طبقة رقيقة).

### موسفت
يعد موسفت (أشباه الموصلات - أكسيد المعادن) هو الأبرز والأكثر استخدامًا في الإلكترونيات الدقيقة الحديثة. هناك أنواع مختلفة في هذه الفئة، مثل موسفت (ترانزستور تأثير المجال المعدني - عازل - أشباه الموصلات) وIGFET (بوابة معزولة FET). يظهر تخطيطي من موسفت في الشكل 1 أ. يتم توصيل المصدر والصرف بواسطة أشباه الموصلات ويتم فصل البوابة عن القناة بواسطة طبقة عازل. إذا لم يكن هناك أي تحيز (فرق محتمل) مطبق على البوابة، فإن ثني النطاق يحدث بسبب اختلاف الطاقة في النطاق المعدني الموصّل ومستوى أشباه الموصلات فيرمي. لذلك يتم تكوين تركيز أعلى من الثقوب على واجهة أشباه الموصلات والعازل. عندما يتم تطبيق تحيز إيجابي كافٍ على اتصال البوابة، يصبح الشريط المنحني مسطحًا. إذا تم تطبيق تحيز إيجابي أكبر، يحدث انحناء الشريط في الاتجاه المعاكس وتصبح المنطقة القريبة من واجهة أشباه الموصلات العازلة مستنفدة من الثقوب. ثم يتم تشكيل المنطقة المستنفدة. عند تحيز إيجابي أكبر، يصبح ثني الشريط كبيرًا جدًا بحيث يصبح مستوى فيرمي عند واجهة أشباه الموصلات والعازل أقرب إلى الجزء السفلي من نطاق التوصيل منه إلى الجزء العلوي من نطاق التكافؤ، وبالتالي، فإنه يشكل انعكاسًا طبقة من الإلكترونات توفر القناة الموصلة. أخيرًا، يقوم بتشغيل الجهاز.

### ميسفيت
النوع الثاني من الأجهزة موصوف في الشكل 1 ب. الاختلاف الوحيد لهذا من ميسفيت هو أن المصدر من النوع n والصرف متصلان بمنطقة من النوع n. في هذه الحالة، تمتد منطقة النضوب في جميع أنحاء القناة من النوع n بجهد بوابة صفر في جهاز «متوقف» عادةً (يشبه التحيز الإيجابي الأكبر في حالة ميسفيت). في الجهاز العادي "on"، لا يتم استنفاد جزء من القناة، وبالتالي يؤدي إلى مرور تيار بجهد بوابة صفري

#### ترانزستور الغشاء الرقيق
يوضح الشكل 1 ج ترانزستور الغشاء رقيق (TFT). هنا يتم ترسيب أقطاب المصدر والصرف مباشرة على القناة الموصلة (طبقة رقيقة من أشباه الموصلات) ثم يتم ترسيب طبقة رقيقة من العازل بين أشباه الموصلات ووصلة البوابة المعدنية. تشير هذه البنية إلى عدم وجود منطقة نضوب لفصل الجهاز عن الركيزة. إذا كان هناك تحيز صفري، يتم طرد الإلكترونات من السطح بسبب اختلاف الطاقة على مستوى فيرمي بين أشباه الموصلات والمعدن. هذا يؤدي إلى الانحناء الشريطي لأشباه الموصلات. في هذه الحالة، لا توجد حركة ناقل بين المصدر والمصرف. عند تطبيق الشحنة الموجبة، يؤدي تراكم الإلكترونات على الواجهة إلى ثني أشباه الموصلات بطريقة معاكسة ويؤدي إلى خفض نطاق التوصيل فيما يتعلق بمستوى فيرمي لأشباه الموصلات. ثم تتشكل قناة عالية التوصيل في الواجهة (كما هو موضح في الشكل 2).

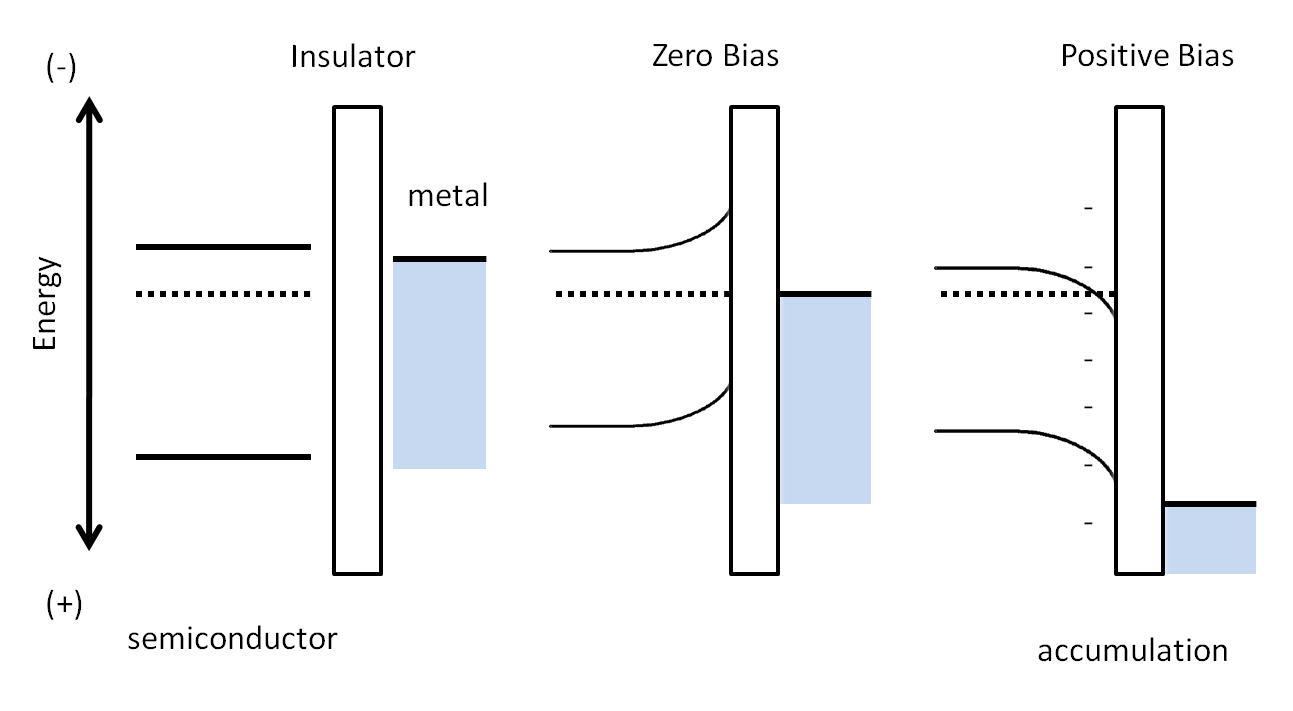
الشكل 2: رسم تخطيطي لثني النطاق في طراز جهاز TFT.

### OFET
تعتمد OFETs بنية TFT. مع تطور البوليمر الموصل، تم التعرف على الخصائص شبه الموصلة للجزيئات الصغيرة المترافقة. نما الاهتمام بـ OFETs بشكل كبير في السنوات العشر الماضية. أسباب هذا الارتفاع في الاهتمام متعددة الجوانب. أداء OFETs، والتي يمكن أن تنافس تلك الخاصة بالسيليكون غير المتبلور (a-Si) TFTs ذات التأثير الميداني من 0.5-1 سم 2 V −1 s −1 وON / OFF نسب التيار (التي تشير إلى قدرة الجهاز على الإغلاق) 10 6 –10 8، تحسنت بشكل ملحوظ. حاليًا، قيم تنقل OFET ذات الأغشية الرقيقة تبلغ 5 cm 2 V 1 s −1 في حالة الجزيئات الصغيرة المترسبة في الفراغ  و0.6 تم الإبلاغ عن سم 2 فولت −1 ث −1 للبوليمرات المعالجة بالمحلول  نتيجة لذلك، هناك الآن اهتمام صناعي أكبر باستخدام OFET للتطبيقات التي لا تتوافق حاليًا مع استخدام a-Si أو تقنيات الترانزستور غير العضوية الأخرى. تتمثل إحدى عوامل الجذب التكنولوجية الرئيسية في أنه يمكن إيداع جميع طبقات OFET وتنميطها في درجة حرارة الغرفة من خلال مزيج من معالجة الحلول منخفضة التكلفة والطباعة المباشرة للكتابة، مما يجعلها مناسبة بشكل مثالي لتحقيق التكلفة المنخفضة، وظائف إلكترونية كبيرة المساحة على ركائز مرنة.

## إعداد الجهاز

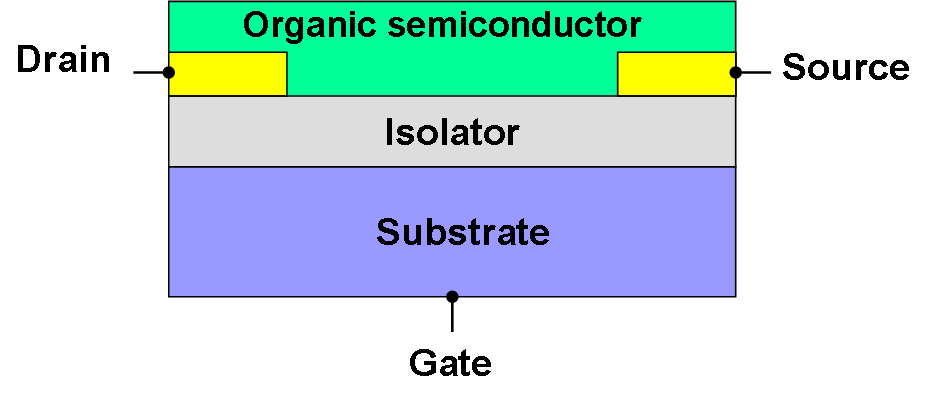
التخطيطي OFET

السيليكون المؤكسد حراريا هو ركيزة تقليدية لـ OFETs حيث يعمل ثاني أكسيد السيليكون كعازل للبوابة. عادةً ما يتم ترسيب طبقة FET النشطة على هذه الركيزة باستخدام إما (1) التبخر الحراري، أو (2) الطلاء من المحلول العضوي، أو (3) التصفيح الكهروستاتيكي. ينتج عن أول تقنيتين طبقات نشطة متعددة الكريستالات؛ إنها أسهل بكثير في الإنتاج، ولكنها تؤدي إلى أداء ترانزستور ضعيف نسبيًا. العديد من الاختلافات في تقنية طلاء المحلول معروفة، بما في ذلك الطلاء بالغمس والطلاء بالدوران والطباعة النافثة للحبر وطباعة الشاشة. تعتمد تقنية التصفيح الكهروستاتيكي على التقشير اليدوي لطبقة رقيقة من بلورة عضوية واحدة؛ ينتج عنه طبقة نشيطة أحادية البلورة متفوقة، لكنها أكثر إرهاقًا. سمك أكسيد البوابة والطبقة النشطة أقل من ميكرومتر واحد.

## النقل بالناقل

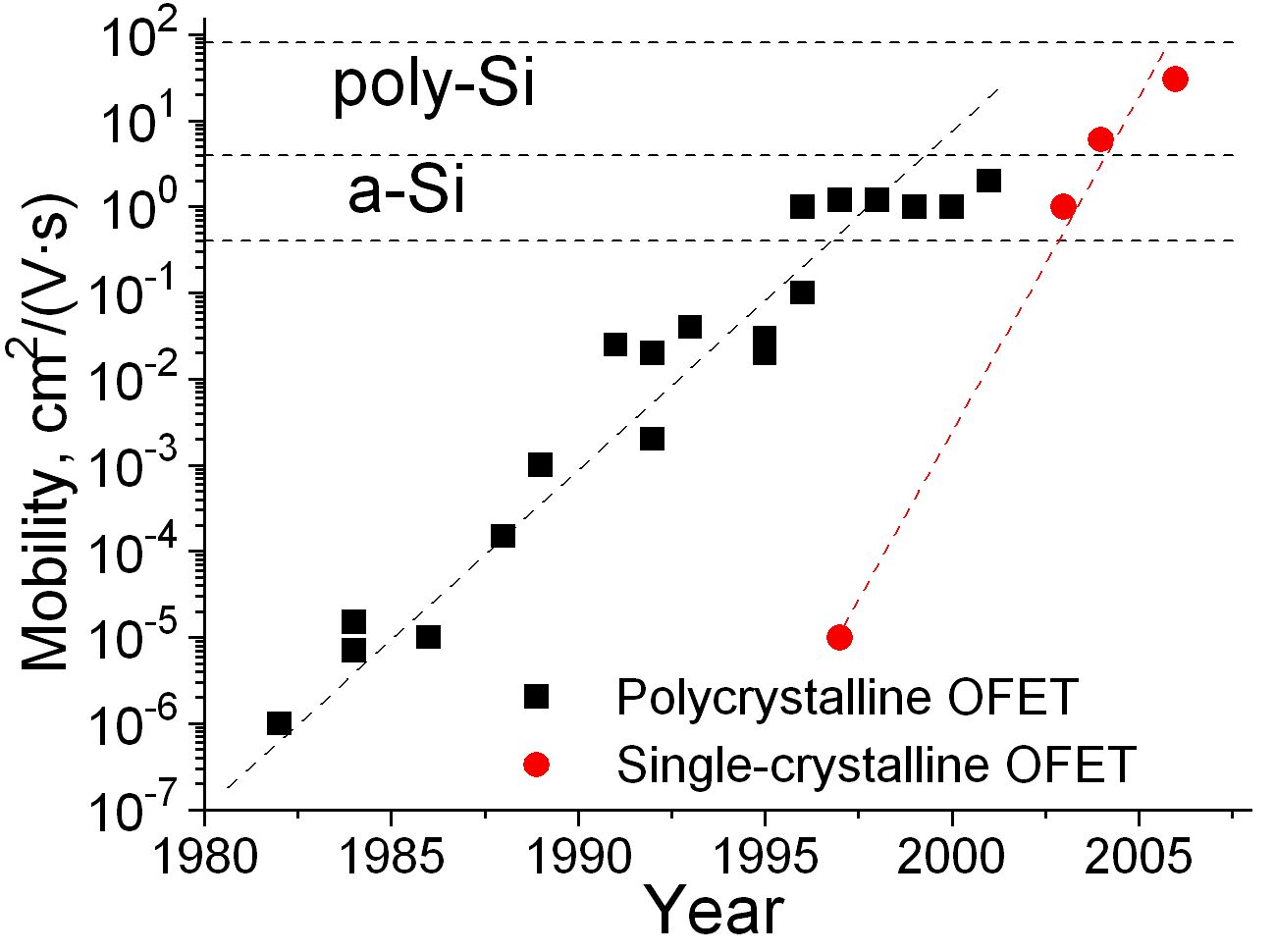
تطور تنقل الناقل في ترانزستور تأثير المجال العضوي.

يعتبر نقل الموجة الحاملة في OFET محددًا لانتشار الموجة الحاملة ثنائية الأبعاد (2D) عبر الجهاز. تم استخدام تقنيات تجريبية مختلفة لهذه الدراسة، مثل تجربة Haynes-Shockley على أوقات عبور الناقلات المحقونة، وتجربة وقت الرحلة (TOF)  لتحديد تنقل الناقل، وتجربة انتشار موجة الضغط لسبر الكهرباء. التوزيع الميداني في العوازل، تجربة عضوية أحادية الطبقة لسبر التغييرات الاتجاهية ثنائية القطب، التوليد التوافقي الثاني الذي تم حله بالزمن البصري (TRM-SHG)، إلخ. في حين أن الحاملات تنتشر من خلال OFETs متعدد الكريستالات بطريقة تشبه الانتشار (محدودة المصيدة)،  فإنها تتحرك عبر نطاق التوصيل في أفضل أحادي البلورات أحادية البلورية.
المعلمة الأكثر أهمية في نقل الموجة الحاملة OFET هي تنقل الموجة الحاملة. يظهر تطورها على مدار سنوات من أبحاث OFET في الرسم البياني الخاص بـ OFETs متعدد الكريستالات والبلورات أحادية البلورية. تشير الخطوط الأفقية إلى أدلة المقارنة لمنافسي OFET الرئيسيين - غير متبلور (a-Si) والسيليكون متعدد الكريستالات. يوضح الرسم البياني أن التنقل في OFETs متعدد البلورات يمكن مقارنته بحركة a-Si بينما التنقل في OFETs القائمة على الروبرين (20-40) cm 2 / (V · s)) تقترب من أفضل أجهزة البولي سيليكون.
يعد تطوير نماذج دقيقة لتنقل حاملات الشحن في OFET مجالًا نشطًا للبحث. فيشوك وآخرون. طوروا نموذجًا تحليليًا لتنقل الموجات الحاملة في OFETs الذي يراعي كثافة الموجات الحاملة وتأثير بولارون.
بينما يُحسب متوسط كثافة الموجة الحاملة عادةً كدالة لجهد البوابة عند استخدامها كمدخل لنماذج تنقل الموجة الحاملة، وقد أظهر التحليل الطيفي للسعة الانعكاسية المعدلة (MARS) أنه يوفر خريطة مكانية لكثافة الموجة الحاملة عبر قناة OFET.

## OFETs الباعثة للضوء
نظرًا لأن التيار الكهربائي يتدفق عبر مثل هذا الترانزستور، فيمكن استخدامه كجهاز انبعاث للضوء، وبالتالي دمج التعديل الحالي وانبعاث الضوء. في عام 2003 ، أبلغت مجموعة ألمانية عن أول ترانزستور ذو تأثير حقل عضوي باعث للضوء (OLET). ويتألف هيكل الجهاز بينى الذهب مصدر- وأقطاب هجرة والكريستالات رقيقة
تتراسين. يتم حقن كل من الشحنات الموجبة (الثقوب) وكذلك الشحنات السالبة (الإلكترونات) من نقاط التلامس الذهبية في هذه الطبقة مما يؤدي إلى التلألؤ الكهربائي من التتراسين.